# Margerieglaciären
Margerieglaciären är en 34 km lång glaciär som ligger i Glacier Bay nationalpark i Alaska, USA.
Glaciären börjar på den södra sluttningen av Mount Root med en höjd på 3 920 m vid gränsen mellan Alaska och Kanada och flödar sydöst ned i dalen för att sedan svänga nordöst mot dess slut vid inloppet Tarr. Margerieglaciären är en av de mest aktiva och frekvent besökta glaciärerna i Glacier Bay, som blev ett nationalmonument år 1925, en nationalpark och ett reservat år 1980, ett Unesco världsbiosfärområde år 1986 och ett världsarv år 1992. De flesta glaciärerna i området har minskat i storlek, men Margerieglaciären har blivit stabil och varken minskat eller blivit större, medan John Hopkins glaciär ökar i storlek.
Margerieglaciären sträcker sig uppströms 34 km från inloppet Tarr till dess källa vid den södra sluttningen av Mount Root. Glaciärens bredd är ca 1,6 km och dess totala höjd vid dess slut är ca 110 m inkluderat 30 m som är under vattenytan.
År 1750 var Glacier Bay en enda stor massiv glaciär men på grund av högre medeltemperaturer och mindre mängd snöfall under de senaste århundradena har glaciären blivit en 105 km lång fjord med många mindre glaciärer. Margerieglaciären ligger vid den nordvästra änden av bukten vinkelrätt mot glaciären Grand Pacific.
Glacier Bay och dess många glaciärer nås endast via vattnet eller från luften då det inte finns några vägar i parken. Kryssningsfartyg och mindre turistbåtar kan ankra vid glaciärens slut vilket gör det möjligt att se glaciärens kalvningar.